# Palais archiépiscopal de Rouen
Le palais archiépiscopal de Rouen est le palais épiscopal de l'archidiocèse de Rouen, en Seine-Maritime.
L'archevêché se trouve au nord-est de la cathédrale de Rouen. Il demeure le seul en France à conserver sa fonction et à former cet ensemble cathédrale-archevêché.

## Histoire
Le premier manoir épiscopal devait à l'origine se situer au sud de la nef de la cathédrale actuelle. C'est sans doute au moment des invasions normandes et de la création du duché que l’archevêché se déplace au nord-est, au chevet de la cathédrale. Installé entre le chœur et la rue Saint-Romain, il s'est agrandi vers l'est jusqu'à atteindre les anciens fossés des remparts du IVe siècle. Guillaume Bonne-Âme reconstruit l'archevêché. De ce palais, il subsiste au niveau de la cour de la Maîtrise Saint-Évode une salle basse et les assises inférieures des murs entre le portail des Libraires et la tour d'angle de la rue Saint-Romain.
Le palais archiépiscopal de style gothique, contemporain de la cathédrale, est construit par Guillaume de Flavacourt. Il réalise la tour de guet et la grande salle dont il reste aujourd'hui le pignon avec sa baie. Cette salle fut le lieu où s'est tenue la dernière séance du tribunal qui a condamné Jeanne d'Arc le 29 avril 1431 et le second procès dit de « réhabilitation » en 1456. Le logement des archevêques s'élevait le long de la cour des Libraires. Le palais est réparé et agrandi par Louis II de Luxembourg.
À son arrivée, Guillaume d'Estouteville détruit l'ancienne résidence des archevêques pour la reconstruire. En 1462, le rez-de-chaussée occupé par les cuisines est achevé. Les travaux se poursuivent en 1463 avec la construction de la salle du premier étage, salle d'audience et d'apparat, connue aujourd'hui comme la « salle des États »,. Les travaux sont achevés en même temps que l'achèvement de l'escalier à vis en 1464. L'ensemble des travaux a coûté 400 000 livres.
Toutefois, Georges Ier d'Amboise reprend les travaux dès son arrivée en 1495. Il l'embellit jusqu'en 1507 pour près de 2 000 000 livres. Il fait démolir l'ancien logement des archevêques et construire le bâtiment actuel pour abriter la « cour d'Église ». Elle abrite la conciergerie et les prisons au rez-de-chaussée, des locaux de bureaux au premier et une salle d'audience au deuxième. Il double le manoir d'Estouteville en édifiant un corps de logis sur les mêmes proportions et érige une nouvelle vis d'escaliers qui fait pendant à celle érigée par son prédécesseur. Il édifie également le pavillon Saint-Romain au nord-est et le pavillon Notre-Dame au sud-est, qui initialement crénelés et couvert en terrasse sont rapidement dotés de toitures.Vers 1501-1502, le jardinier Guillaume Cornehaut conçoit le « plaisant jardin » agrémenté de statues de Pierre de Vallence. Une fontaine composée de deux bassins de marbre est réalisée en 1501-1507. Ce jardin était entouré de galeries vitrées qui ne durèrent que quelques décennies au climat normand.

En 1650, l'assemblée des notables présidée par Louis XIV siège dans la salle des États. En 1716, l'archevêque Claude-Maur d'Aubigné fait démolir la chapelle épiscopale édifiée au XIIIe siècle en même temps que la chapelle de la Vierge, remplacée par la dite « chapelle d'Aubigné » suivant un axe nord-sud pour dégager la vue de la salle des États et de la chapelle de la Vierge. L'archevêque de Saulx-Tavannes fait démolir la grande salle du XIVe siècle. Il remplace la galerie de liaison entre le palais et le pavillon Saint-Romain par un corps de bâtiments dit la « Bibliothèque », ceci afin d'accueillir la riche collection de livres qu'il achète à Pierre-Jules-César de Rochechouart, évêque d'Évreux en 1738. Il double également la tourelle d'Estouteville d'un escalier monumental qui donne accès directement à la Salle des États. En 1742, le portail d'entrée est construit par Le Carpentier, pour remplacer l'ancienne porterie gothique édifiée au début du XIVe siècle. Au cours du XVIIIe siècle, les façades sont remodelées donnant une impression d'unité. Les grandes baies gothiques sont remplacées par des fenêtres classiques alternant avec des fenêtres en trompe-l'œil au niveau de la Salle des États. Le cardinal de Dominique de La Rochefoucauld poursuit la rénovation de la Salle des États avec la commande à Hubert Robert de quatre grandes peintures murales. En outre, Pierre-Louis Helin intervient au titre de la salle synodale. 

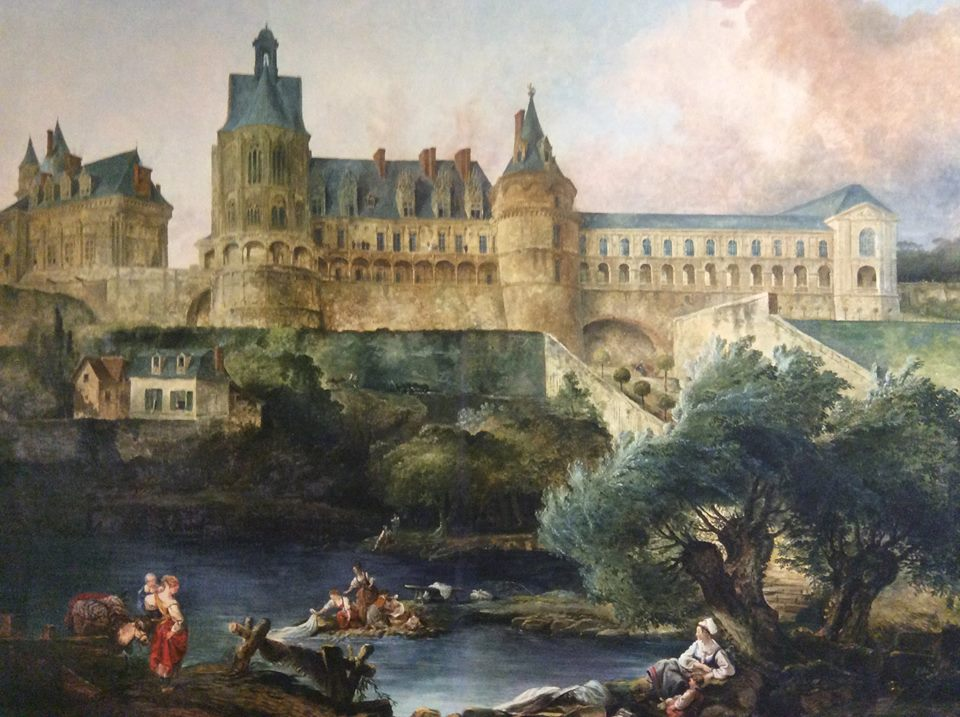
Château de Gaillon, Hubert Robert, Salle des Etats

Au cours de la Révolution, il sert de grenier à blé et de résidence pour l'armée avant d'accueillir la municipalité de Rouen. Le palais retrouve sa fonction en 1802. La loi de séparation des Églises et de l'État en 1905 oblige le départ de l'archevêque Frédéric Fuzet des lieux l'année suivante,. Vides jusqu'en 1914, ils sont utilisés par l'État-Major pendant la Première Guerre mondiale.
En 1920, l'archevêque du Bois de Villerabel prend les lieux en location. Grâce à l'influence de son prédécesseur Louis Dubois devenu archevêque de Paris, les lieux sont rendus à l'archevêque de Rouen.
L'archevêché a fait l'objet d'une restauration à la fin des années 1990.
Il a la particularité d'être le seul en France à conserver sa fonction et à former cet ensemble cathédrale-archevêché,.
Depuis le 20 mars 2015, l'Historial Jeanne d'Arc, dans les locaux de l'archevêché, permet au public de découvrir les faces cachées du Palais épiscopal.

## Description
L'archevêché occupe l'espace au nord-est de la cathédrale, compris entre la cour des Libraires, la rue Saint-Romain au nord, la rue de la République à l'est et la rue des Bonnetiers au sud. La cour d'honneur ouvre à l'ouest au pied de la cathédrale sur une cour de service et à l'est sur des jardins.
L'archevêché dispose de nombreuses pièces. Les agrandissements successifs et les adaptations de chaque archevêque résidant à l'archevêché conduit à la multiplication de certaines pièces. Ainsi, l'archevêché est doté de trois cuisines, celle du XIXe siècle possède un four piano à bois de la maison Anquetil ; et de trois salles à manger.
Au sous-sol, dans les salles basses, se trouve la salle des gardes qui donne accès aux cuisines. Dans la salle de garde se trouve entreposées diverses pièces religieuses, allant des reliquaires aux peintures, parmi lesquels un tableau de Guillaume d'Estouteville daté de 1453. À la séparation de l'Église et de l'État en 1905, le fait que l'archevêque ait déménagé la totalité des biens présents dans les lieux a pour conséquence que l'immobilier est la propriété de l'État tandis que le mobilier est la propriété du diocèse de Rouen. L'évêché est ainsi le propriétaire d'environ 280 tableaux.

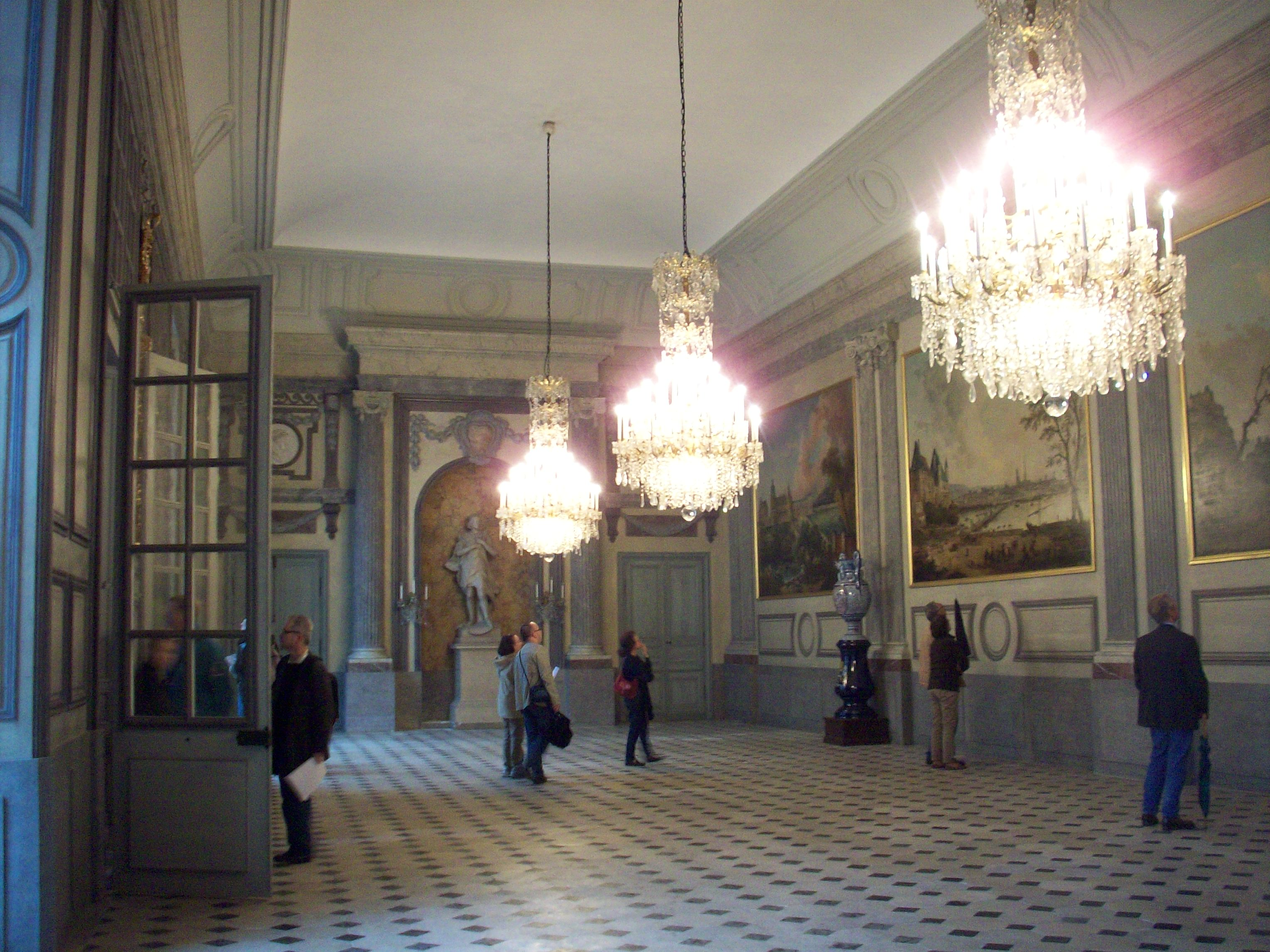
Salle des États avec les tableaux d'Hubert Robert.

L'étage noble ou étage courant accueille diverses pièces: le dressoir Renaissance avec ses 240 pièces de porcelaine de Sèvres; le fumoir appelé salle de billard, qui est l'actuelle salle des hôtes; la bibliothèque qui possède plus de 12 000 volumes; le salon des insignes, dans lequel se trouve exposé un tableau de saint Jean-Baptiste enfant de Jules Romain. La pièce majeure de ce niveau est la salle des États, grande pièce dont l’aspect actuel est dû au cardinal Dominique de la Rochefoucauld qui effectua des modifications dans le palais durant le XVIIIe siècle. Elle est éclairée par de grandes fenêtres, donnant sur la cour au sud, composées de panneaux de vitraux de 1531 posés par l'archevêque Thomas. Ils proviennent des galeries entourant le jardin créé sous Georges d'Amboise. De l'autre côté font face quatre peintures de Hubert Robert, commandées en 1773 par le cardinal de la Rochefoucauld, proche du peintre. Elles représentent les ports du Havre, Dieppe, Rouen et le château de Gaillon, résidence des archevêques depuis le XVe siècle.

## Protections
Cet ensemble fait l'objet de plusieurs protections successives au titre des monuments historiques : l'archevêché fait l'objet d'un classement par arrêté du 6 février 1909. Une inscription en 1992, la totalité des vestiges de l'ensemble archiépiscopal et des édifices ayant existé à cet emplacement, font l'objet d'un classement par arrêté du 10 mai 1995. L'ensemble est inclus dans le secteur sauvegardé de Rouen.

## Lieu de tournage
En 2015, une équipe de l'émission Secrets d'Histoire a tourné plusieurs séquences au palais archiépiscopal dans le cadre d'un numéro consacré à Jeanne d'Arc, intitulé Jeanne d'Arc, au nom de Dieu, diffusé le 22 septembre 2015 sur France 2.